# Sansevieria phillipsiae
Dracaena phillipsiae (Sansevieria phillipsiae) es una especie de Dracaena (Sansevieria) perteneciente a la familia de las asparagáceas, originaria de  África.
Ahora se la ha incluido en el gen de Dracaena debido a los estudios moleculares de su filogenia.

## Descripción
Es una planta herbácea geófita de forma arbustiva; con tallos ramificados en o por encima del nivel del suelo. Tiene 5-10 hojas, ± irregularmente dirigidas, cuando es joven ascendentes o suberectas, extendiendo más tarde y un poco curvadas, rígidas, de 10-45 x  1-1.8 cm, suaves a ásperas, cilíndricas, con 5-10 líneas longitudinales o ligeros surcos que se extienden desde la base hasta el ápice y una parte cóncava de 9 cm de largo en la base con agudos bordes blancos. La inflorescencia es un racimo de  hasta 45 cm de alto incluyendo el pedúnculo, con 3-6 flores en un clúster, blanco o verde.

## Distribución
Se distribuye por Etiopía y Somalia.

## Taxonomía
Sansevieria phillipsiae fue descrita por Nicholas Edward Brown y publicado en Hooker's Icones Plantarum 30: , t. 3000., en el año 1913.
Etimología
Sansevieria nombre genérico que debería ser "Sanseverinia" puesto que su descubridor, Vincenzo Petanga, de Nápoles, pretendía dárselo en conmemoración a Pietro Antonio Sanseverino, duque de Chiaromonte y fundador de un jardín de plantas exóticas en el sur de Italia. Sin embargo, el botánico sueco Thunberg que fue quien lo describió, lo denominó Sansevieria, en honor del militar, inventor y erudito napolitano Raimondo di Sangro (1710-1771), séptimo príncipe de Sansevero.
phillipsiae: epíteto que honra a la compañera de Edith Cole, Frau Lort Phillips.
Sinonimia
- Sansevieria hargeisana Chahinian (1994)